# Durand de Trésémines
Pour les articles homonymes, voir Durand.
Durand de Trésémines fut évêque de Marseille de 1289 à 1312.

## Biographie
À la mort de l’évêque Raimond de Nîmes, les chanoines de la cathédrale de la Major de Marseille élurent pour lui succéder l’abbé de Saint Victor, Raimond Lordet qui avait été auparavant abbé de Saint Germain des Prés[réf. nécessaire]. Celui-ci refusa cette élection et le pape Nicolas IV qui s’était réservé la désignation de l’évêque de Marseille, nomma Durand dit de « Trésémines », nom d’un hameau du Pays d'Aigues aujourd’hui disparu situé près de Villelaure. Il résidait depuis quelques années à Rome dans l’entourage du cardinal Bernard de Languissel, ancien archevêque d’Arles, qui le recommanda au pape.
En 1295, il fut chargé par le pape de mettre les Dominicains en possession de Saint-Maximin et de la Sainte-Baume. En 1296 il assista le pape Boniface VIII pour régler le conflit entre Étiennede Montarène, abbé de Montmajour et Aymon de Montagny grand maître de Saint Antoine (Isère). En 1309 il prêta hommage au nouveau roi de Sicile, Robert le sage. Il décéda le 3 août 1312.